# Frédéric de Lafresnaye
Nöel Frédéric Armand André de Lafresnaye (Falaise, 24 luglio 1783 – Falaise, 14 luglio 1841) è stato un ornitologo francese.

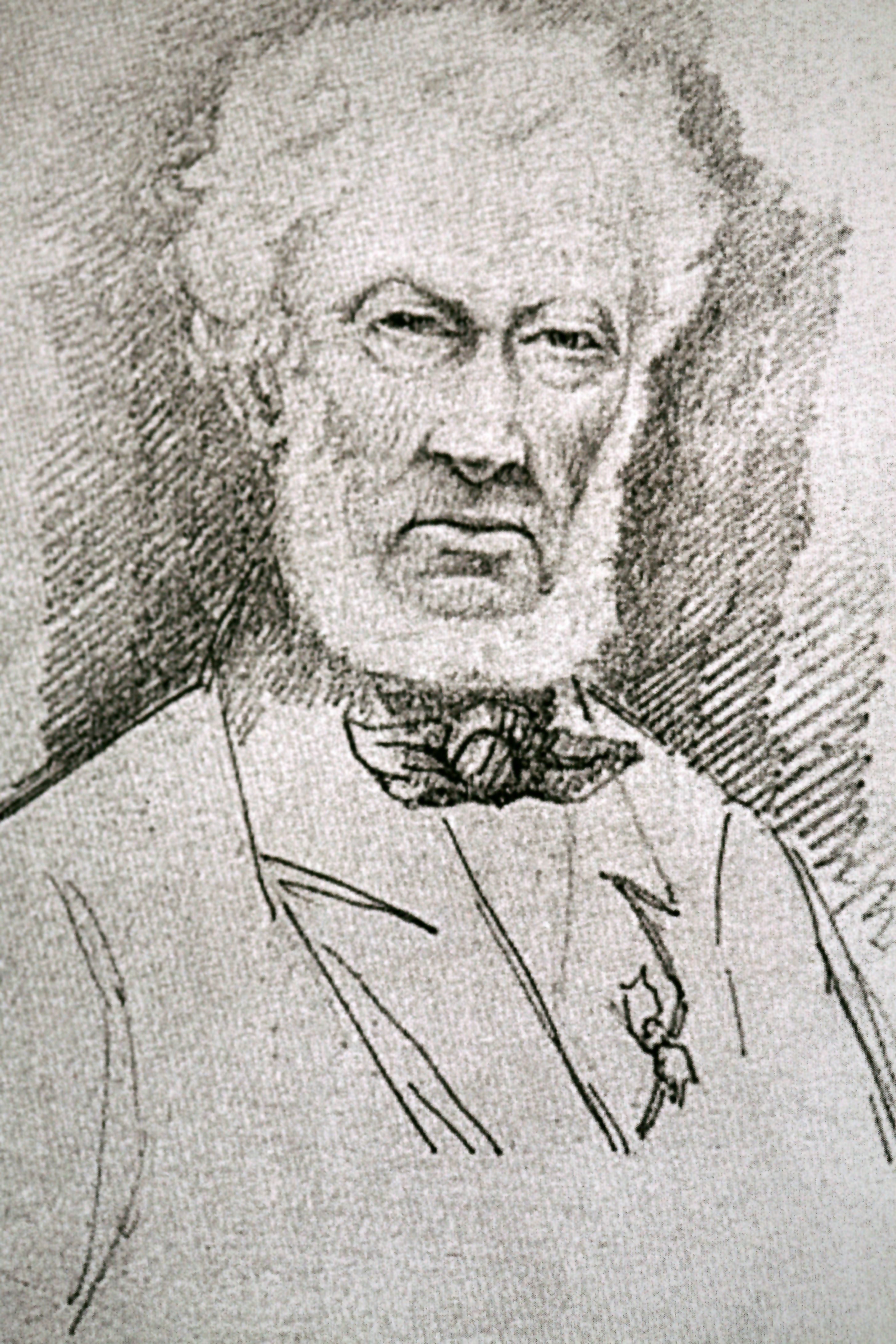
Nöel Frédéric Armand André de Lafresnaye (1783-1861)

Nacque in un'aristocratica famiglia baronale a Falaise, in Normandia.
Studioso di scienze naturali e in particolar modo di entomologia, ebbe tuttavia occasione di apprezzare l'ornitologia dopo aver acquistato un'importante collezione di uccelli europei impagliati.
Dopo numerosi studi, collaborò con Alcide Dessalines d'Orbigny nella classificazione di nuove specie di uccelli. Nel corso degli anni accumulò una collezione di oltre 8000 uccelli impagliati che, dopo la sua morte, furono venduti a un collezionista americano, Henry Bryant, il quale li donò alla Boston Natural History Society. Nel 1914 la collezione venne trasferita al Museo di Zoologia comparata dell'Università Harvard.

## Taxa classificati
Alcune specie scoperte e catalogate da Lafresnaye:
- Scricciolo dei cactus (Campylorhynchus brunneicapillus)
- Nonnetta maggiore (Lonchura fringilloides)